# La città dei mostri
La città dei mostri (The Haunted Palace) è un film del 1963 diretto da Roger Corman.
Il titolo originale rimanda all'omonima poesia di Edgar Allan Poe, (The Haunted Palace, nella versione italiana Il palazzo stregato), presente all'interno del racconto La caduta della casa degli Usher del 1839. In realtà il film trae ispirazione dalle opere di Howard Phillips Lovecraft, insieme a Poe uno dei maggiori scrittori di letteratura horror, e in particolare da Il caso di Charles Dexter Ward. Nel 1992 il medesimo racconto di Lovecraft ha ispirato il film The Resurrected di Dan O'Bannon. Il titolo italiano fa riferimento al volto deturpato e alle menomazioni degli abitanti del villaggio in cui si svolge la storia.

## Trama
Arkham, New England, 1765. La cittadina è sconvolta dalla scomparsa di alcune giovani donne e tutti gli indizi conducono al maniero del misterioso Joseph Curwen, sospettato di stregoneria. Dopo l'ennesima sparizione, la popolazione si reca al castello con l'intenzione di affrontare Curwen e di giustiziarlo sul rogo. Prima di morire, Curwen ha il tempo di scagliare una maledizione su coloro che lo hanno condannato e sui loro discendenti.
Centodieci anni dopo, nel 1875, giunge ad Arkham l'ultimo discendente diretto di Joseph Curwen, Charles Dexter Ward, venuto con la moglie Ann a prendere possesso del vecchio castello ereditato dall'antenato. Gli abitanti sono diffidenti e inospitali con il nuovo arrivato, soprattutto perché le tare che li affliggono (la coppia ha modo di notare subito le deformità degli abitanti) vengono viste come il risultato della maledizione scagliata un secolo prima da Curwen.
Una volta giunti al castello, Ward rimane ammaliato dal ritratto del suo antenato, al quale assomiglia come una goccia d'acqua e col quale si immedesima ogni giorno di più, fino a riconoscere nel guardiano Simon Orne il vecchio assistente di Curwen. Orne lo convince che è giunto il momento di vendicarsi dei suoi assassini uccidendone i discendenti.
All'inizio l'influenza dello spirito di Curwen sul suo erede si limita alle ore notturne (Ward riesce anche a riportare in vita la moglie defunta di Curwen con l'aiuto del Necronomicon, il libro dei morti) ma col passare del tempo il controllo sul discendente diventa totale. Nel frattempo Ann, che ha notato la trasformazione dei comportamenti del marito, cerca conforto nei consigli del medico del villaggio, l'unico che si mostra disponibile e ragionevole. Questi si rende conto dei piani di Charles e interviene bruciando il ritratto del defunto stregone. Le fiamme si estendono a tutto il castello e, una volta in salvo, Ann tira un sospiro di sollievo convinta che l'orrore sia ormai finito. Le ultime inquadrature rivelano però che lo spirito di Joseph Curwen alberga ancora nella mente di Charles Dexter Ward.

## Produzione
(slogan promozionale)
Nel 1963, Roger Corman era reduce da cinque film tratti dalle opere di Edgar Allan Poe (in ordine cronologico, I vivi e i morti, Il pozzo e il pendolo, Sepolto vivo, I racconti del terrore e I maghi del terrore) ma per Il palazzo stregato (The Haunted Palace) aveva intenzione di ispirarsi ai lavori di Howard Phillips Lovecraft, pur mantenendo lo stile dei precedenti. La casa di produzione temeva che la mancanza di riferimenti a Poe avrebbe creato malcontento nel pubblico, ormai affezionato alla serie, per cui impose il titolo originale della poesia per mantenere una connessione con i film precedenti. Tra l'altro questa scelta è stata accompagnata da un evidente errore presente nei credits iniziali: il nome dello scrittore è scritto per due volte in modo sbagliato, non "Edgar Allan Poe" ma "Edgar Allen Poe".
Il film in effetti non sembra avere granché in comune con la poesia di Poe, ad eccezione del titolo e di alcune citazioni della poesia all'inizio e alla fine della pellicola.
A partire dal nome del protagonista (Charles Dexter Ward, dal racconto omonimo del 1927) i richiami a Lovecraft sono invece molti. La città di Arkham è un'invenzione dello scrittore e ricorre spesso nei suoi lavori. Alcuni spunti ("l'antica razza", arcani riti sessuali, la creazione di una nuova progenie che dominerà il mondo), sono tratti da un altro racconto dello scrittore di Providence, L'orrore di Dunwich, e durante il film si fa riferimento al Necronomicon, il libro dei morti cardine della produzione lovecraftiana. Anche il cognome di una delle donne del villaggio, Hester Tillinghast appare in un altro lavoro di Lovecraft, Dall'ignoto.

### Cast
Pur rappresentando un'eccezione all'interno della serie, il film prosegue il ciclo di pellicole di Corman ispirate dalla letteratura gotica di Poe e prosegue la collaborazione con Vincent Price che sarà protagonista anche nei successivi La maschera della morte rossa e La tomba di Ligeia, entrambi del 1964.
Oltre a Price, il cast vede inoltre la presenza di Debra Paget, qui alla sua ultima interpretazione prima del ritiro dalle scene e di un'icona del cinema horror come Lon Chaney jr (il custode Simon Orne) interprete negli anni quaranta di alcuni dei più famosi "mostri" di tutti i tempi inclusi Dracula (Il figlio di Dracula), L'uomo lupo e la mummia (La tomba della mummia, L'ombra della mummia, ecc...).
Da notare che Lon Chaney jr risulta accreditato semplicemente come Lon Chaney, così come Elisha Cook jr, accreditato come Elisha Cook.

## Curiosità
Questo è il primo film di sempre ad essere tratto da un racconto di H. P. Lovecraft. Seguito poi da La morte dall'occhio di cristallo (adattamento mal riuscito de Il colore venuto dallo spazio) e Le vergini di Dunwich (adattamento de L'orrore di Dunwich) 

## Colonna sonora
Una recente versione in formato CD della colonna sonora di La città dei mostri, composta da Ronald Stein, è stata pubblicata il 12 luglio 2005 dall'etichetta Percepto. Il CD comprende anche la colonna sonora di un altro film di Corman, Sepolto vivo, anch'esso tratto da un lavoro di Edgar Allan Poe.

### Tracce
Tutti i brani sono stati composti da Ronald Stein.
1. The Haunted Palace (American International Pictures Fanfare)  – 1:49
2. Arkham – 0:41
3. People of Arkham/Beautiful Zombie/Evil Portrait – 2:48
4. Village Dusk Painting/Wheaton Creature – 1:49
5. Vicious Ward/Mutant Circle – 2:49
6. Stormy Night – 0:55
7. Old Warlocks – 2:15
8. Mysterioso – 3:32
9. Tomorrow Morning/Death of Wheaton – 2:21
10. I Promise/Find the Secret Door – 2:27
11. Honoring Ann – 1:39
12. Kerwin to the Rescue – 1:55
13. Finale – 0:37
dalla colonna sonora di Sepolto vivo:
14. The Premature Burial - 1:38
15. Basement Crypt - 2:01
16. His Father's Tomb - 1:22
17. Guy Remembers - 2:57
18. The Dream (part 1) - 2:55
19. The Dream (part 2) - 2:29
20. Guy's Burial - 1:18
21. The Mollie Torture - 1:32
22. Guy's Funeral - 1:33
23. Key to the Crypt - 1:40
24. Guy's Choise - 3:52
25. His Father's Voice - 2:32
26. Three Murders - 2:11
27. Emily Abducted - 3:54
28. Guy's Revenge/Emily Buried - 2:20
29. Guy Shot/Rest in Peace/Finale - 2:08
da La città dei mostri:
30. The Haunted Palace (film version)  – 3:14
31. The Haunted Palace (organ version)  – 1:22